# Tecun Uman

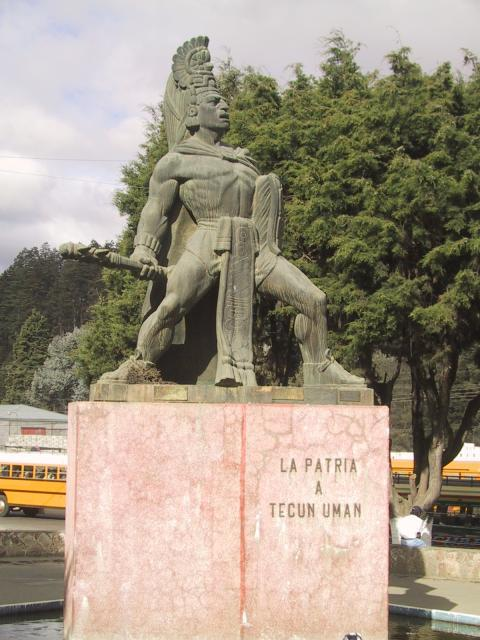
Denkmal für Tecun Uman in Quetzaltenango;
Bildhauer: Rafael Yela Günther

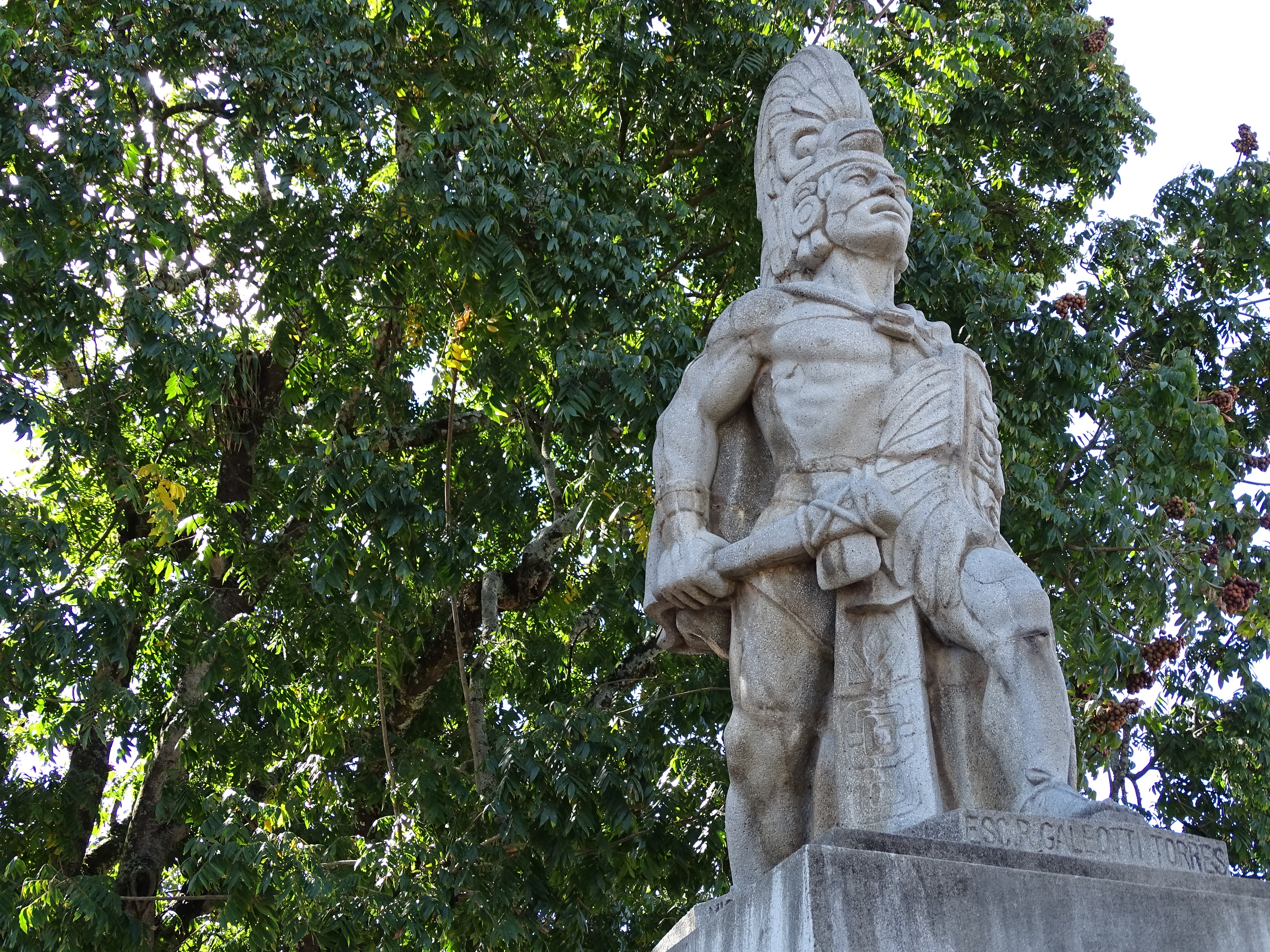
Denkmal für Tecun Uman in Santa Cruz del Quiché

Tecun Uman oder Tecún Umán (* um 1500; † 20. Februar 1524) war ein legendärer Anführer oder Feldherr des Quiché-Stammes der Hochland-Maya zur Zeit der Conquista Guatemalas durch die Spanier unter Pedro de Alvarado.

## Geschichte
Soweit man – angesichts der äußerst dürftigen Quellenlage – überhaupt die historische von der legendenhaften Überlieferung trennen kann, handelt es sich bei Tecun Uman um einen der vier Anführer des Quiché-Stammes – so jedenfalls ist eine kurze Bemerkung in einem Brief Alvarados an Hernán Cortés zu verstehen. Nach der Ankunft der Spanier in Mexiko (1519) hatten die mit den Quiché verfeindeten Cakchiquel-Indianer Cortés um Hilfe gebeten; nach der Eroberung Tenochtitlans (1521) entsandte er Botschafter in die Quiché-Hauptstadt Q'umarkaj, die die Anführer der Quiché zur friedlichen Unterwerfung unter die spanische Krone und zur Einstellung ihrer Feindseligkeiten gegenüber den Cakchiquel aufforderten. Als diese Aufforderung abschlägig beschieden wurde, entsandte Cortés einen Armeetrupp von etwa 300 Soldaten, 120 Bogenschützen und Gewehrträgern und 135 Reitern sowie ein großes Kontingent indianischer Hilfstruppen (Tlaxcalteken und Cholulteken) unter dem Befehl von Pedro de Alvarado in Richtung Süden. Im Januar oder Februar 1524 erreichte das Heer das Grenzgebiet des heutigen Guatemala. Die Quiché bestimmten Tecun Uman zum Anführer eines 8.400 Mann starken Heeres, das am 20. Februar 1524 bei El Pinar bei der heutigen Ortschaft Olintepeque die Entscheidungsschlacht suchte.

## Legende
Angeblich soll Tecun Uman selbst versucht haben, den auf einem Pferd sitzenden Pedro de Alvarado zu töten. Im Kampfgewühl – oder weil die Indianer annahmen, Pferd und Reiter seien eins – wurde jedoch nur das Pferd getötet und Tecun Umans Brust wurde von der Lanze Pedro de Alvarados durchbohrt. Daraufhin soll sich ein „Quetzal-Kolibri“ – der nagual Tecun Umans – auf dessen Brust niedergelassen und sein Brustgefieder mit Blut getränkt haben, woraufhin er gestorben sei.

## Heutige Bedeutung
Tecun Umans legendenhafte Geschichte blieb über Jahrhunderte im Volk der Quiché, aber auch anderer Hochland-Indianer, lebendig. Im Jahr 1960 wurde er offiziell als Nationalheld Guatemalas anerkannt; seines Todestages (20. Februar) wird im ganzen Land gedacht. Ein Gedicht von Miguel Ángel Asturias trägt seinen Namen. Im von der Katholischen Kirche durchaus geförderten Baile de la Conquista, einem bei vielen Gelegenheiten getanzten Spektakel mit Masken und bunten Uniformen, wird der Kampf zwischen Pedro de Alvarado und Tecun Uman nachgestellt – der Tanz endete früher mit der symbolischen Unterwerfung der Indianer unter das Christentum.
Vielleicht gerade deshalb gibt es auch Gegenstimmen zu der beinahe heiligmäßigen Verehrung Tecun Umans durch die Guatemalteken – vor allem unter den aufständischen oder revolutionären Indianern des Hochlandes.
Die an der Grenze zu Mexiko gelegene guatemaltekische Stadt Ciudad Tecún Umán ist nach dem Nationalhelden benannt.